# Cricotopus nishikiensis
Cricotopus nishikiensis är en tvåvingeart som beskrevs av Nishida 1987. Cricotopus nishikiensis ingår i släktet Cricotopus och familjen fjädermyggor. Inga underarter finns listade i Catalogue of Life.